# Pietro di Gerusalemme
Pietro (Eleuteropoli, ... – 552) è stato il patriarca di Gerusalemme tra il 524 e il 552.
Nativo di Eleuteropoli, succedette a Giovanni nel 524. Nel 530 inviò Saba a Costantinopoli per chiedere aiuto contro le ribellioni dei Samaritani che stavano infiammando la Palestina. A questi disordini, seguirono le rivolte degli origenisti, che turbarono tutto il suo patriarcato. Il 19 settembre 536 tenne un concilio in cui anatemizzò Antimio di Costantinopoli, con cui era stato in comunione. Su ordine dell'imperatore Giustiniano, intervenne al concilio di Gaza che depose Paolo di Alessandria. Nel 544 sottoscrisse suo malgrado, insieme agli altri patriarchi, l'editto di Giustiniano contro i tre capitoli. Morì nel 552.